# Leia cincticauda
Leia cincticauda är en tvåvingeart som beskrevs av Günther Enderlein 1910. Leia cincticauda ingår i släktet Leia och familjen svampmyggor. Inga underarter finns listade i Catalogue of Life.